# 아카이촌 (후쿠시마현)
아카이촌(赤井村)은 후쿠시마현 이와키군에 일찍이 존재했던 촌이다.

## 지리
현재의 이와키시 북동부에 해당한다.

## 역사
- 1896년 4월 1일 - 이와사키군, 사쿠다군과 합병해 이와키군이 성립해 이와키군 아카이촌이 되었다.
- 1889년 4월 1일 - 정촌제 시행에 의해 미시마촌, 다카하기촌, 시오다촌, 니시오가와촌, 오가이촌이 합병해 성립하였다.
- 1955년
  - 2월 11일 - 아카이촌은 다이라시에 편입되었다.
  - 잔부는 가미오가와촌, 시모오가와촌과 합병해 오가와정이 성립하였다.

## 인구
- 1889년 2,464
- 1920년 9,359
- 1947년 10,661

## 교통

### 철도
- 일본국유철도 (→동일본 여객철도)
  - 반에쓰토선

## 참고문헌
- 角川日本地名大辞典編纂委員会『가도카와 일본 지명 대사전 7 福島県』、가도카와 쇼텐、1981年 ISBN 4040010701
- 日本加除出版株式会社編集部『全国市町村名変遷総覧』、日本加除出版、2006年、ISBN 4817813180